# BBC Monthey
O BBC Monthey-Chablais, é um clube profissional de basquetebol sediado na cidade de Monthey, Suíça que atualmente disputa a SBL. Foi fundado em 1968 e manda seus jogos no Reposieux com capacidade de 600 espectadores.

## Temporadas
Fontes:swiss.basketball eurobasket.com
| Temporada | Nível | Liga | Pos.              | Pós Temporada     | Copas nacionais   | Copas nacionais      |
| Temporada | Nível | Liga | Pos.              | Pós Temporada     | Copa da Liga SBL  | Copa Patrick Baumann |
| --------- | ----- | ---- | ----------------- | ----------------- | ----------------- | -------------------- |
| 2004-05   | 1     | LNA  | 7                 |                   | Finalista         |                      |
| 2005-06   | 1     | LNA  | 2                 | Campeão           |                   |                      |
| 2006-07   | 1     | LNA  | 4                 |                   |                   |                      |
| 2007-08   | 1     | LNA  | 5                 |                   |                   |                      |
| 2008-09   | 1     | LNA  | 4                 | Quartas de Finais |                   |                      |
| 2009-10   | 1     | LNA  | 6                 | Quartas de Finais |                   |                      |
| 2010–11   | 1     | LNA  | 4                 | Quartas de Finais |                   | Finalista            |
| 2011–12   | 1     | LNA  | 2                 | Semifinalista     |                   | Finalista            |
| 2012–13   | 1     | LNA  | 4                 | Quartas de Finais |                   |                      |
| 2013–14   | 1     | LNA  | 5                 |                   |                   |                      |
| 2014-15   | 1     | LNA  | 6                 |                   |                   |                      |
| 2015-16   | 1     | LNA  | 4                 | Quartas de Finais | Campeão           |                      |
| 2016-17   | 1     | LNA  | 2                 | Campeão           | Campeão           | Finalista            |
| 2017-18   | 1     | LNA  | 7                 | Quartas de finais |                   |                      |
| 2018-19   | 1     | SBL  | 4                 |                   | Quartas de finais | Semifinalista        |
| 2019-20   | 1     | SBL  | Pandemia Covid-19 | Pandemia Covid-19 | Semifinalista     | Semifinalista        |
| 2020-21   | 1     | SBL  | 5                 | Quartas de finais | Quartas de finais | Quartas de finais    |
| 2021-22   | 1     | SBL  | 7º                | Quartas de finais |                   | Semifinalista        |
| 2022-23   | 1     | SBL  | 7º                | Quartas de finais |                   | Semifinalista        |
| 2023-24   | 1     | SBL  | 6º                | Quartas de finais | Quartas de finais | Oitavas de finais    |
| 2024-25   | 1     | SBL  | 8º                | Quartas de finais | Quartas de finais | Quartas de finais    |
| 2025-26   | 1     | SBL  |                   |                   |                   |                      |

## Títulos
SBL
- Campeões (3): 1996, 2005 e 2017

Copa da Suíça
- Campeões (2): 2003, 2006

Copa da Liga Suíça
- Campeões (2): 2016, 2017